# Podbukovje, Ivančna Gorica
Podbukovje je naselje v Občini Ivančna Gorica.